# Peter Hempel
Peter Hempel (Bernau bei Berlin, RDA, 30 de abril de 1959) es un deportista de la RDA que compitió en piragüismo en la modalidad de aguas tranquilas. Ganó nueve medallas en el Campeonato Mundial de Piragüismo entre los años 1978 y 1985.

## Palmarés internacional
| Campeonato Mundial | Campeonato Mundial       | Campeonato Mundial | Campeonato Mundial |
| Año                | Lugar                    | Medalla            | Evento             |
| ------------------ | ------------------------ | ------------------ | ------------------ |
| 1978               | Belgrado (Yugoslavia)    | Medalla de bronce  | K1 500 m           |
| 1979               | Duisburgo (RFA)          | Medalla de bronce  | K1 500 m           |
| 1981               | Nottingham (Reino Unido) | Medalla de oro     | K4 1000 m          |
| 1982               | Belgrado (Yugoslavia)    | Medalla de plata   | K1 500 m           |
| 1982               | Belgrado (Yugoslavia)    | Medalla de plata   | K4 1000 m          |
| 1983               | Tampere (Finlandia)      | Medalla de oro     | K4 500 m           |
| 1983               | Tampere (Finlandia)      | Medalla de plata   | K4 1000 m          |
| 1985               | Malinas (Bélgica)        | Medalla de oro     | K4 500 m           |
| 1985               | Malinas (Bélgica)        | Medalla de bronce  | K4 1000 m          |